# تاکایا کوروایشی
تاکایا کوروایشی (ژاپنی: 黒石 貴哉؛ زادهٔ ۲۴ فوریهٔ ۱۹۹۷) یک بازیکن فوتبال اهل ژاپن است.
از باشگاه‌هایی که در آن بازی کرده‌است می‌توان به باشگاه فوتبال ونریر هاچینوهه اشاره کرد.